# Prionota
Prionota is een muggengeslacht uit de familie van de langpootmuggen (Tipulidae).

## Soorten

### OndergeslachtPlocimas
- P. (Plocimas) guangdongensis Yang and Young, 2007
- P. (Plocimas) magnifica (Enderlein, 1921)
- P. (Plocimas) serraticornis (Brunetti, 1911)

### OndergeslachtPrionota
- P. (Prionota) flaviceps (Enderlein, 1912)
- P. (Prionota) nigriceps van der Wulp, 1885
- P. (Prionota) seguyi Alexander, 1923
- P. (Prionota) serrata (van der Wulp, 1885)
- P. (Prionota) xanthomelana (Walker, 1848)